# Reinhold Köhler

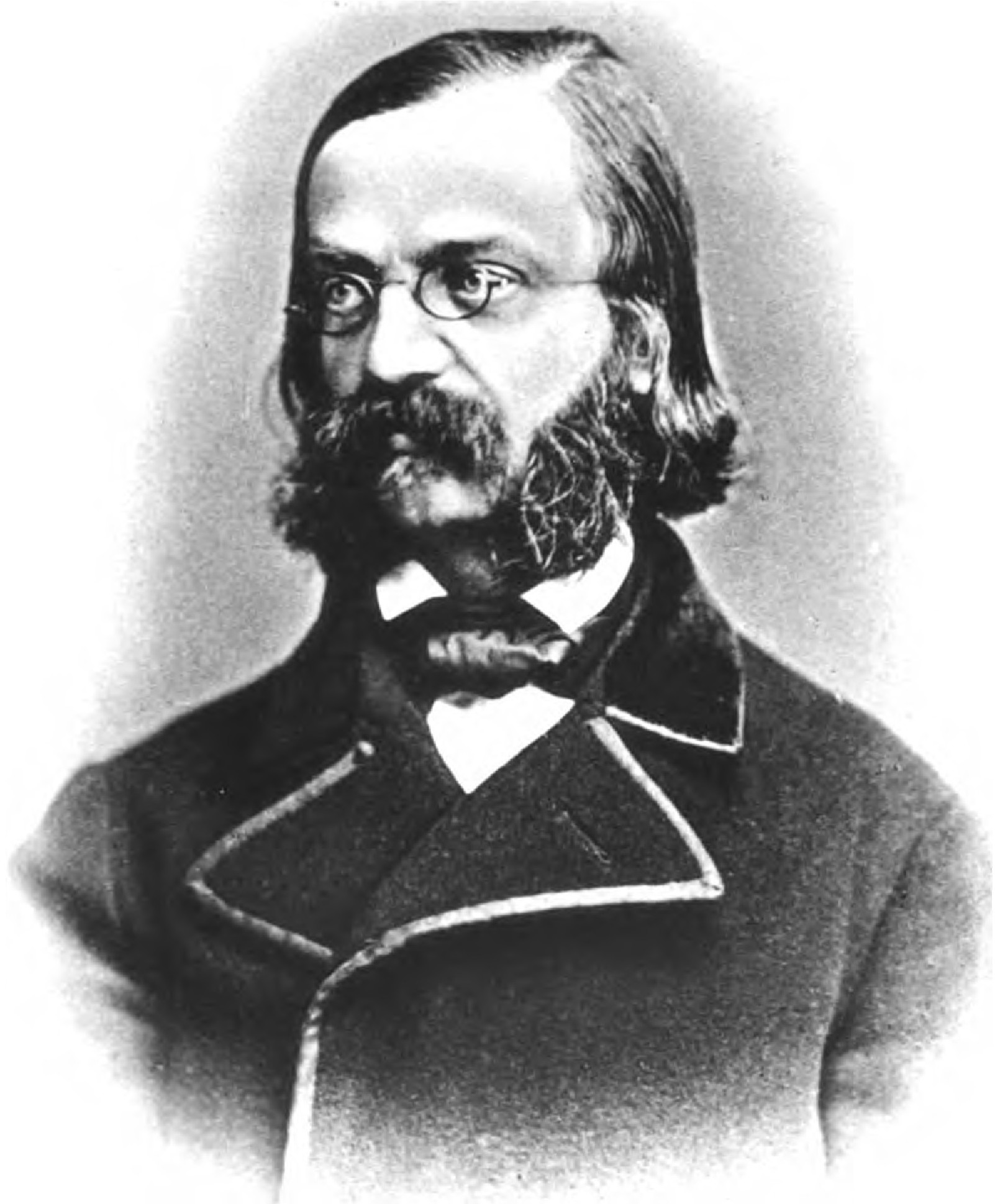
Reinhold Köhler

Reinhold Köhler, född 24 juni 1830 i Weimar, död där 15 augusti 1892, var en tysk litteraturhistoriker.
Köhler var överbibliotekarie vid storhertigliga biblioteket i Weimar. Han meddelade i tidskrifter och böcker åtskilliga värdefulla litteraturhistoriska bidrag, framför allt var han sagoforskare.